# Condition résolutoire
Pour un article plus général, voir Condition (droit).
Ne doit pas être confondu avec Condition suspensive.
La condition résolutoire est, en droit des obligations, un événement futur et incertain qui, s'il survient, entraîne la disparition de l'obligation. Le créancier devra alors restituer ce qu'il a reçu.  

## Par pays

### France
En droit français, la condition résolutoire est définie à l'article 1304-7 du Code civil français. Dans le cas d'un contrat synallagmatique, la condition résolutoire sera sous entendue en cas d'inexécution (article 1184), mais la mise en œuvre de cette résolution doit alors passer par une action en justice. De plus, les parties peuvent décider dans leur contrat que la réalisation d'une condition résolutoire n'aura pas d'effet rétroactif.

#### Exemples
- Un compromis de vente peut être soumis à une condition résolutoire, dont la réalisation éventuelle entraînera l'annulation rétroactive de la vente.
- Une promesse synallagmatique portant sur un bail commercial sous condition résolutoire que le local soit édifié aux normes urbanistiques
- Une promesse synallagmatique portant sur un bail emphytéotique sous condition résolutoire que la construction respecte les normes environnementales
- En droit français, une donation entre vifs est soumise à la condition résolutoire de la naissance d'un enfant du donateur : en ce cas, la donation est révoquée de plein droit (article 960 du Code civil).

### Québec (Canada)
En droit québécois, la condition résolutoire est décrite au second alinéa de l'article 1507 du Code civil du Québec : « La condition résolutoire accomplie oblige chacune des parties à restituer à l’autre les prestations qu’elle a reçues en vertu de l’obligation, comme si celle-ci n’avait jamais existé ».

### Suisse
En droit suisse, la condition résolutoire est définie par l'article 154 du Code des obligations :

« Le contrat dont la résolution est subordonnée à l’arrivée d’un événement incertain cesse de produire ses effets dès le moment où la condition s’accomplit. »